# Pietro Mingotti
Pietro Mingotti (kolem roku 1702, Benátky - 28. dubna 1759, Kodaň) byl italský impresário působící v kontinentální Evropě.

## Život a činnost
Jeho bratr Angelo založil v Praze kolem roku 1732 operní soubor sestávající ze tří zpěváků a pěti zpěvaček. Pietro bratra brzy následoval příklad a obě skupiny dosáhly celoevropského úspěchu (byť většinou v německých a rakouských městech), někdy obě vystupovaly společně. Kolem roku 1743 jako člen Mingottiho operní společnosti v Praze svou kariéru libretisty zahájil Giovanni Battista Locatelli. Jeho prvními uvedenými texty byly intermezzo Il Matrimonio disconcerettato, per forza del Bacco, zhudebněné Filippem Finazzim na karnevalu v roce 1744 v Praze a opera Diana nelle selve, rovněž uvedená v Praze 23. listopadu následujícího roku. Po odchodu Mingottiho a jeho společnosti se Locatelli v letech 1748–1757 stal principálem pražské scény divadla v Kotcích.
Pietrova operní společnost, která je z obou známější, navštěvovala evropská města, kde nebyla trvalá operní scéna a uváděla operní představení, většinou žánru opery seria, případně též opera buffa. Příležitostně spolupracovala s Christophem Willibaldem Gluckem a Giuseppem Sartim.
Po představeních ve Frankfurtu v roce 1745 u příležitosti korunovace Františka I. Štěpána, manžela Marie Terezie, císařem Svaté říše. V roce 1746 se ke společnosti připojil Gluck. První známou operou, kterou Gluck zkomponoval pro tento soubor, je „Le nozze d'Ercole e d'Ebe“, která byla pod vedením autora uvedena u příležitosti dvojité svatby saského královského rodu 29. června 1747 na zámku Pillnitz v blízkosti Drážďan. V témže roce Mingottiho soubor královnou Luisou pozván do Kodaně.
Repertoár souboru pro dánský dvůr zahrnoval nejen opery, ale i balety. Během roku 1750 se se souborem hudební ředitel Gluck rozloučil a v prosinci 1752 do souboru vstoupil Sarti, který se ujal Gluckova místa.
Vážné finanční potíže donutily v roce 1755 Pietra ukončit smlouvu u kodaňského dvora. O čtyři roky později v dánském hlavním městě v chudobě zemřel.
O další kariéře Angela Mingottiho je známo jen málo. V letech 1743 - 1751 působil v Oper am Gänsemarkt, kde uváděl italské opery. 